# Dittopternis turbata
Dittopternis turbata är en insektsart som först beskrevs av Walker, F. 1870.  Dittopternis turbata ingår i släktet Dittopternis och familjen gräshoppor. Inga underarter finns listade i Catalogue of Life.